# Lockheed T-33 Shooting Star
Lockheed T-33 Shooting Star je americký proudový cvičný letoun. Byl vyvinut firmou Lockheed na konci 40. let 20. století. První let absolvoval roku 1948. Typ je variantou stíhacího letounu Lockheed P-80 Shooting Star. Původně byl označován jako TP-80C/TF-80C, ale později byl definitivně přeznačen na T-33. Jeden z nejrozšířenějších cvičných letounů byl přes svůj věk dlouho provozován řadou letectev. Jako poslední jej roku 2007 vyřadila Bolívie.

## Vývoj

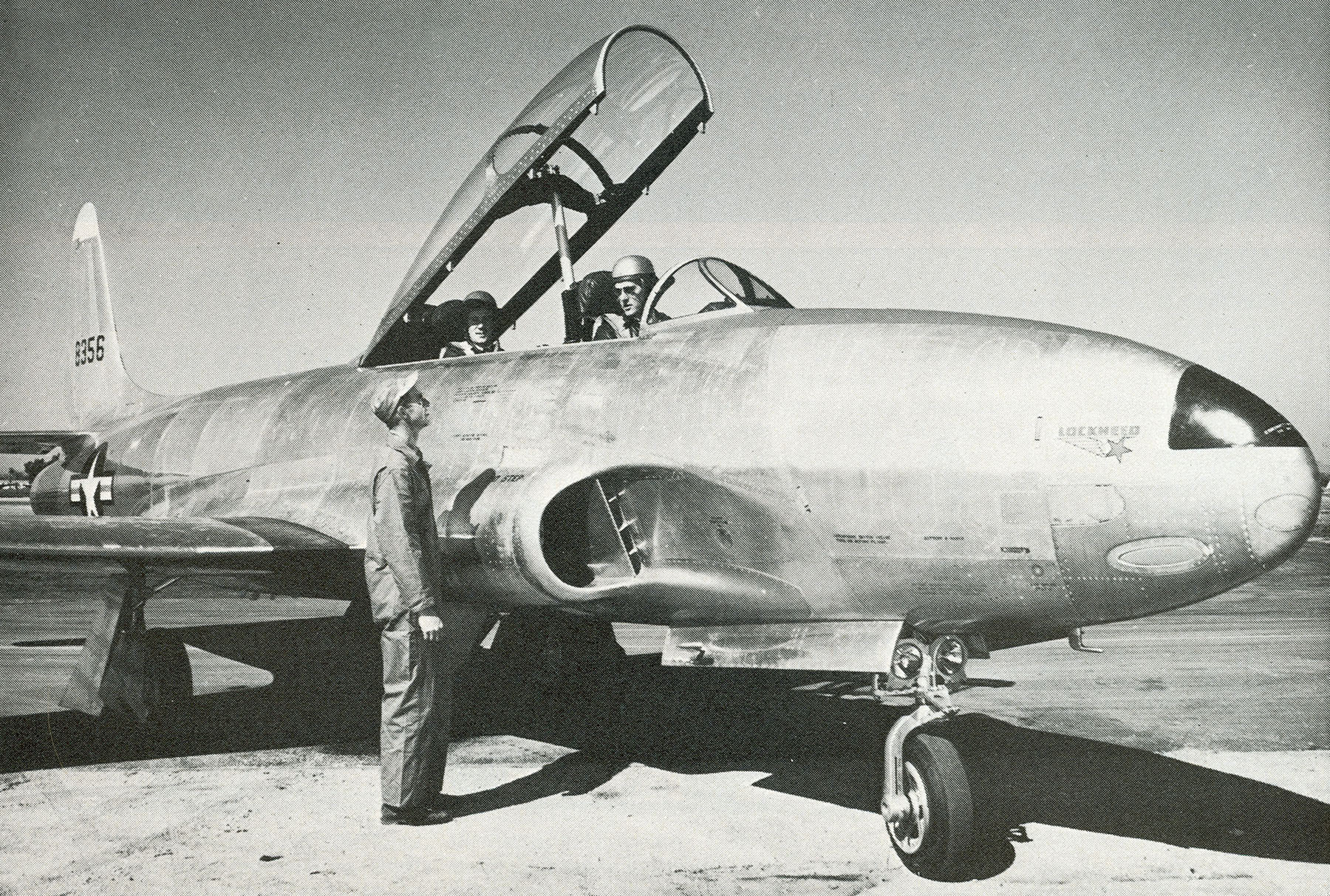
První prototyp TP-80C (sériové číslo 48-356)

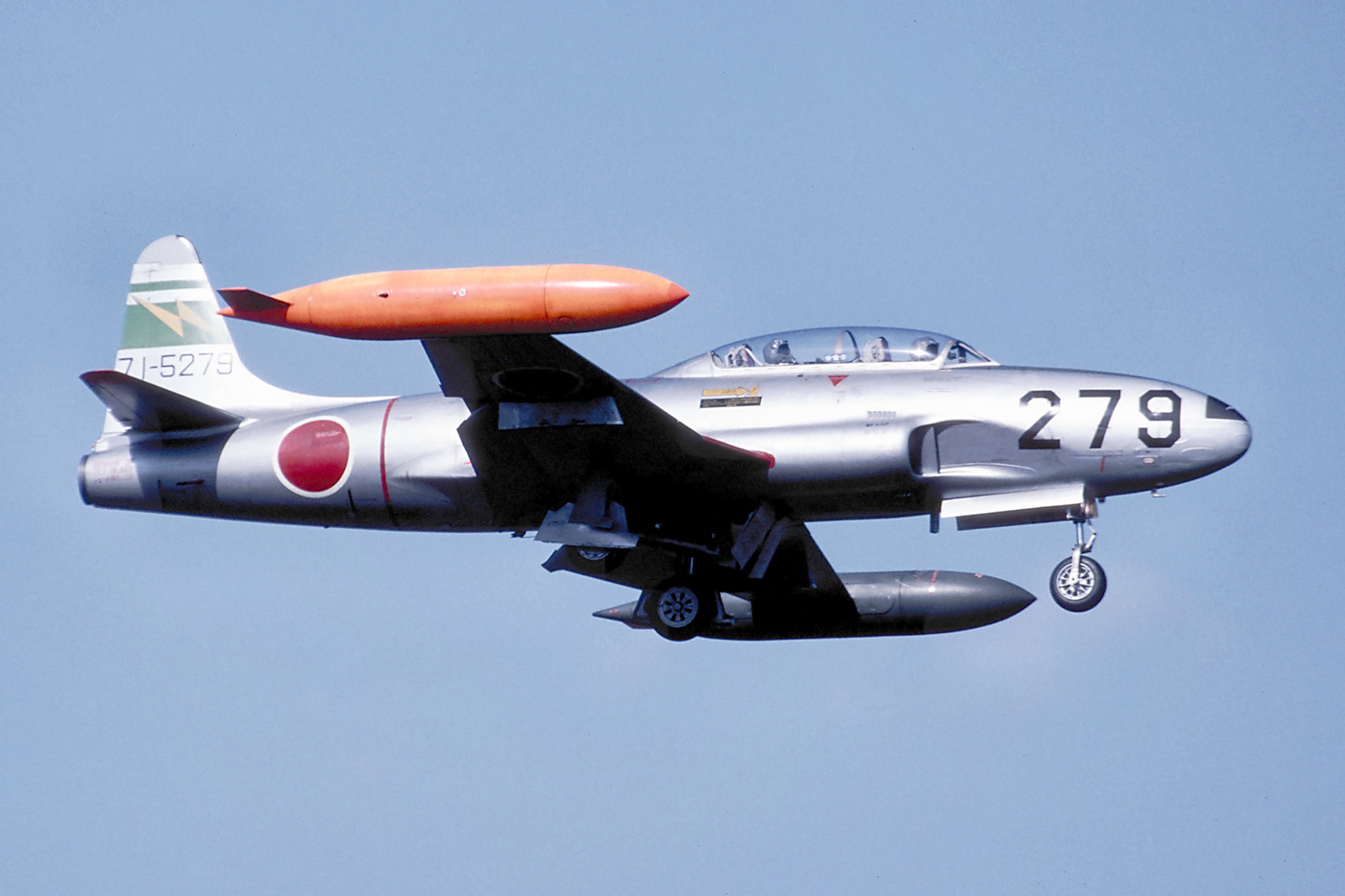
Japonský letoun T-33

Stroj vznikl úpravou stíhacího letounu P-80 Shooting Star. Prototyp Lockheed TP-80C (sériové číslo 48-356) vznikl přestavbou sériového stíhacího letounu P-80C Shooting Star. Oproti stíhací verzi měl prodloužený trup s druhým sedadlem a ovládacími prvky, výkonnější proudový motor Allison J33-A-23 a zmenšenou zásobu paliva. Prototyp poprvé vzlétl 22. března 1948. Pilotoval jej Tony LeVier. Později byl tento první prototyp přestavěn na prototyp stíhacího letounu Lockheed F-94 Starfire.
Ještě roku 1948 byl letoun přijat do služby a začala sériová výroba. Dne 11. června 1948 byl letoun přejmenován na TF-80C Shooting Star a 5. května 1949 na T-33A. Americké námořnictvo od roku 1949 používalo stroje T-33 jako cvičné letouny při provozu z pozemních základen. Později byla vyvinuta i varianta Lockheed T2V SeaStar, schopná plného provozu z palub letadlových lodí.
T-33 sloužil především jako cvičný letoun pro pokračovací výcvik, jako letoun pro řízení bezpilotních cílů a také pro vlekání cvičných cílů. Některé letouny byly vybaveny dvojicí kulometů ráže 12,7 mm pro cvičné střelby. Řada zahraničních uživatelů letoun používá jako bojový. Varianta RT-33A byla vyvinuta jako průzkumný letoun pro zahraniční uživatele.
Zahraničních uživatelů T-33 získalo přibližně třicet. Společnost Lockheed za jedenáct let sériové výroby dodala 5691 letounů T-33. Dalších 656 licenčních letounů Canadair CT-133 Silver Star vyrobil kanadský výrobce Canadair a 210 letounů dodala japonská společnost Kawasaki.
V 80. letech vznikl projekt na komplexní přestavbu a modernizaci letounu. O modernizovaný letoun, označený jako Boeing Skyfox, však nebyl velký zájem a projekt byl proto zrušen.
Poslední exempláře typu T-33 v aktivní vojenské službě se nacházely u Bolivijského letectva, které je definitivně vyřadilo až 31. července 2017.

## Varianty

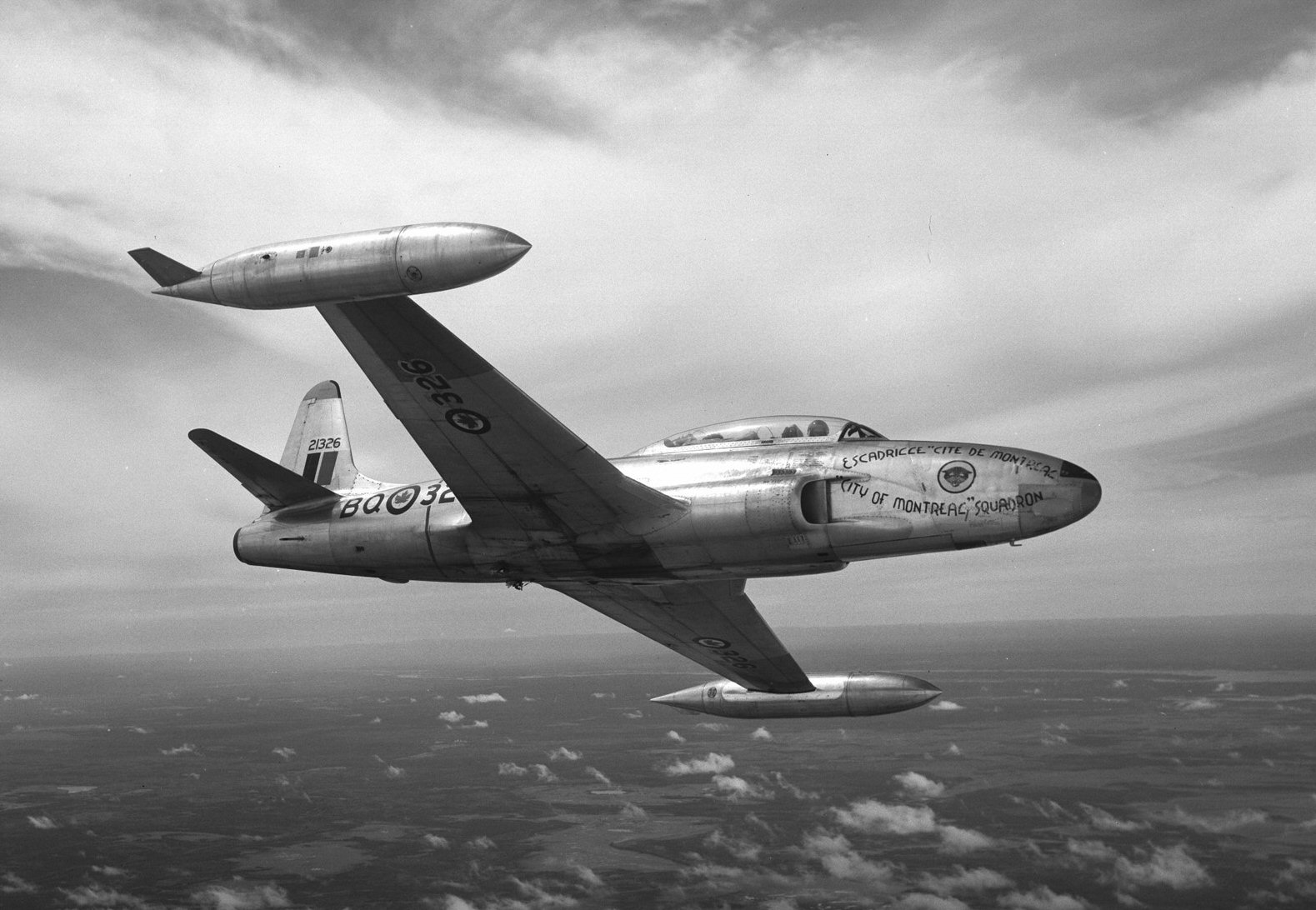
Kanadský letoun Canadair CT-133 Silver Star

### USAF
- T-33A: Dvoumístný cvičný letoun.
- AT-33A: Dvoumístný cvičný letoun pro cvičné střelby, modifikace T-33A.
- DT-33A: T-33A upravené pro řízení bezpilotních cvičných terčů.
- NT-33A: Letouny verze T-33A různě přestavované pro výzkumné účely.
- QT-33A: Letouny verze T-33A přestavěné na cvičné terče.
- RT-33A: Dvoumístný průzkumný letoun. Přestavba z verze AT-33A.

### US Navy
- TO-1/TV-1: Označení, které US Navy používalo pro cvičné stroje Lockheed P-80C, jež od roku 1949 používalo v počtu 50 kusů pro výcvik. Technicky vzato se nejednalo o T-33 Shooting Star.
- TO-2: Dvoumístný cvičný letoun pro lety z pozemních základen. Tato verze T-33A byla později přeznačena na TV-2.
- TV-2KD: Letouny varianty TV-2 upravené pro řízení bezpilotních cvičných terčů.
- T-33B Nové označení, které bylo variantě TV-2 přiděleno v roce 1962.
- DT-33B Novější označení pro variantu TV-2KD.

### Kanada
- CT-133 Silver Star: dvoumístný cvičný letoun kanadského letectva

## Uživatelé

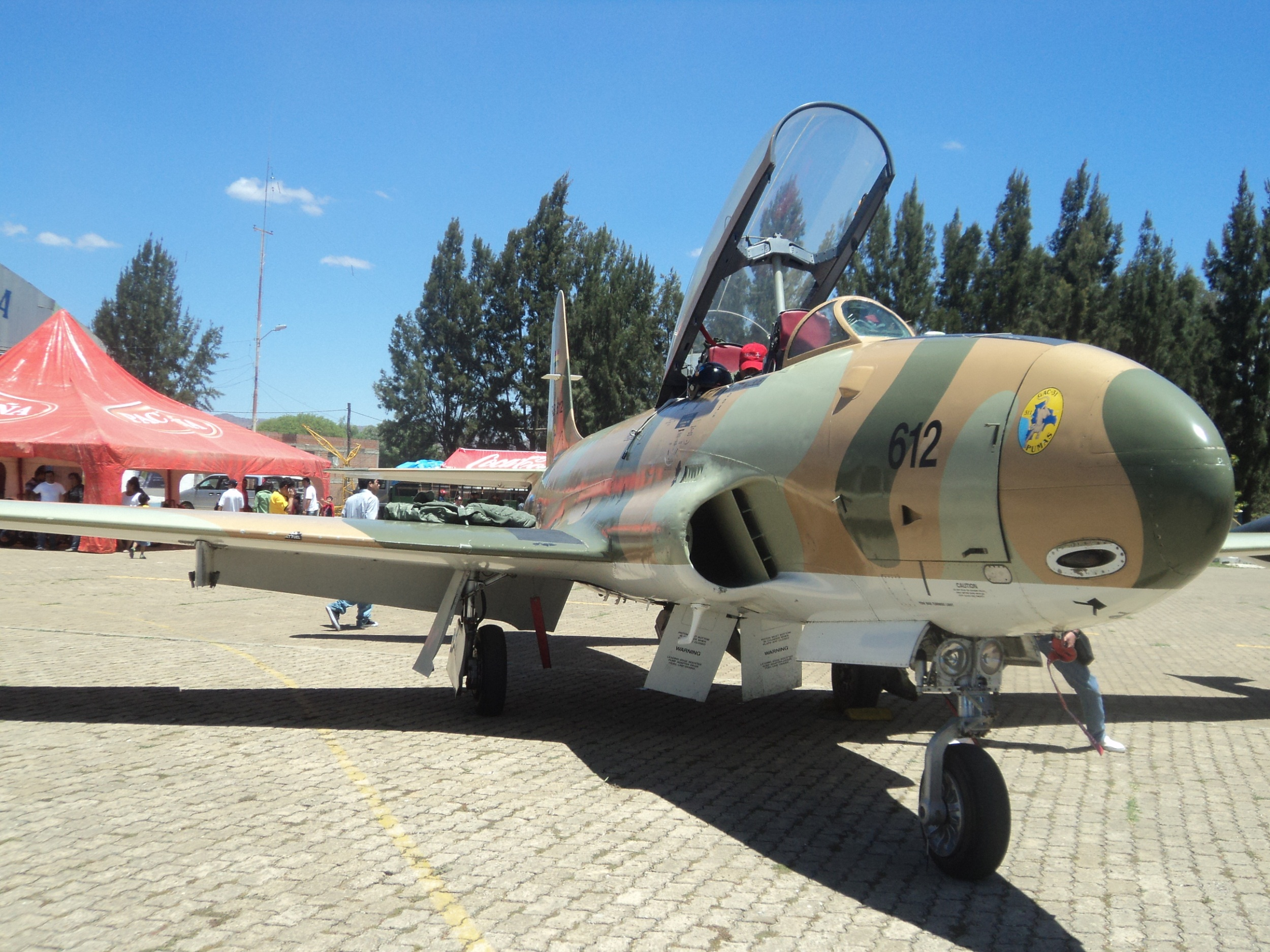
Bolivijský T-33

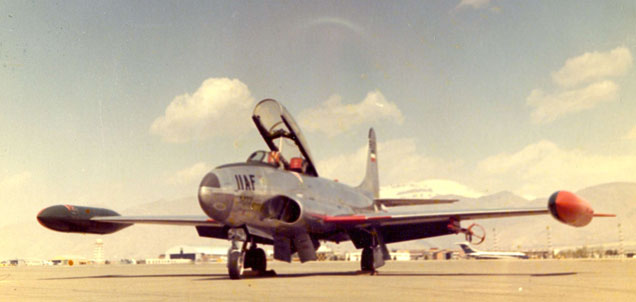
Íránský T-33

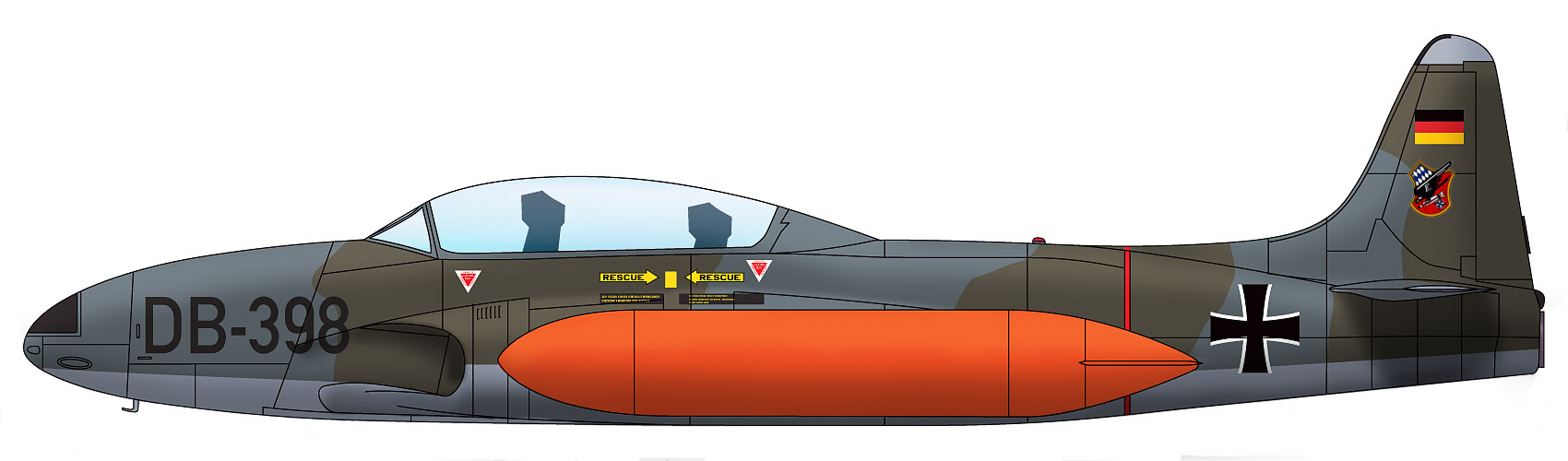
T-33 Luftwaffe

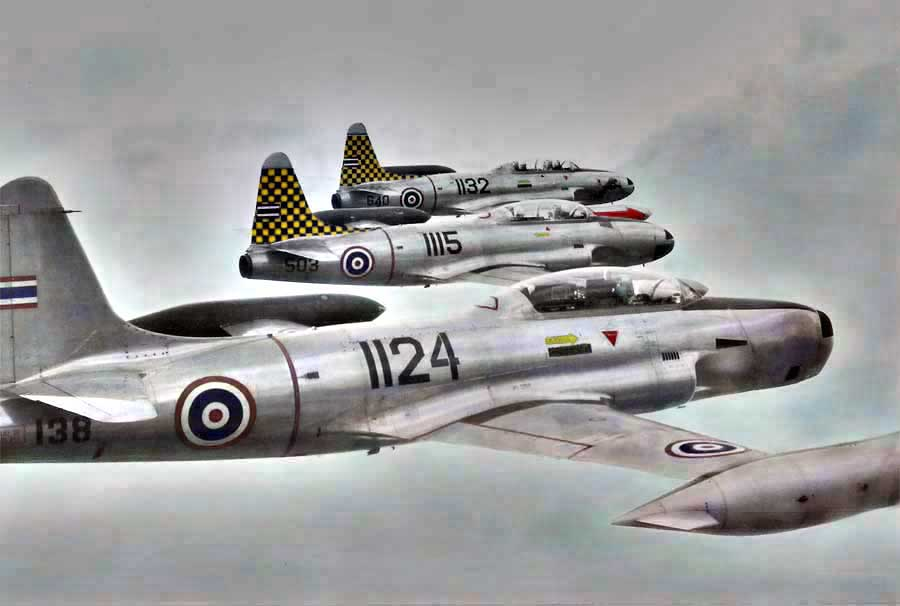
T-33A thajského letectva

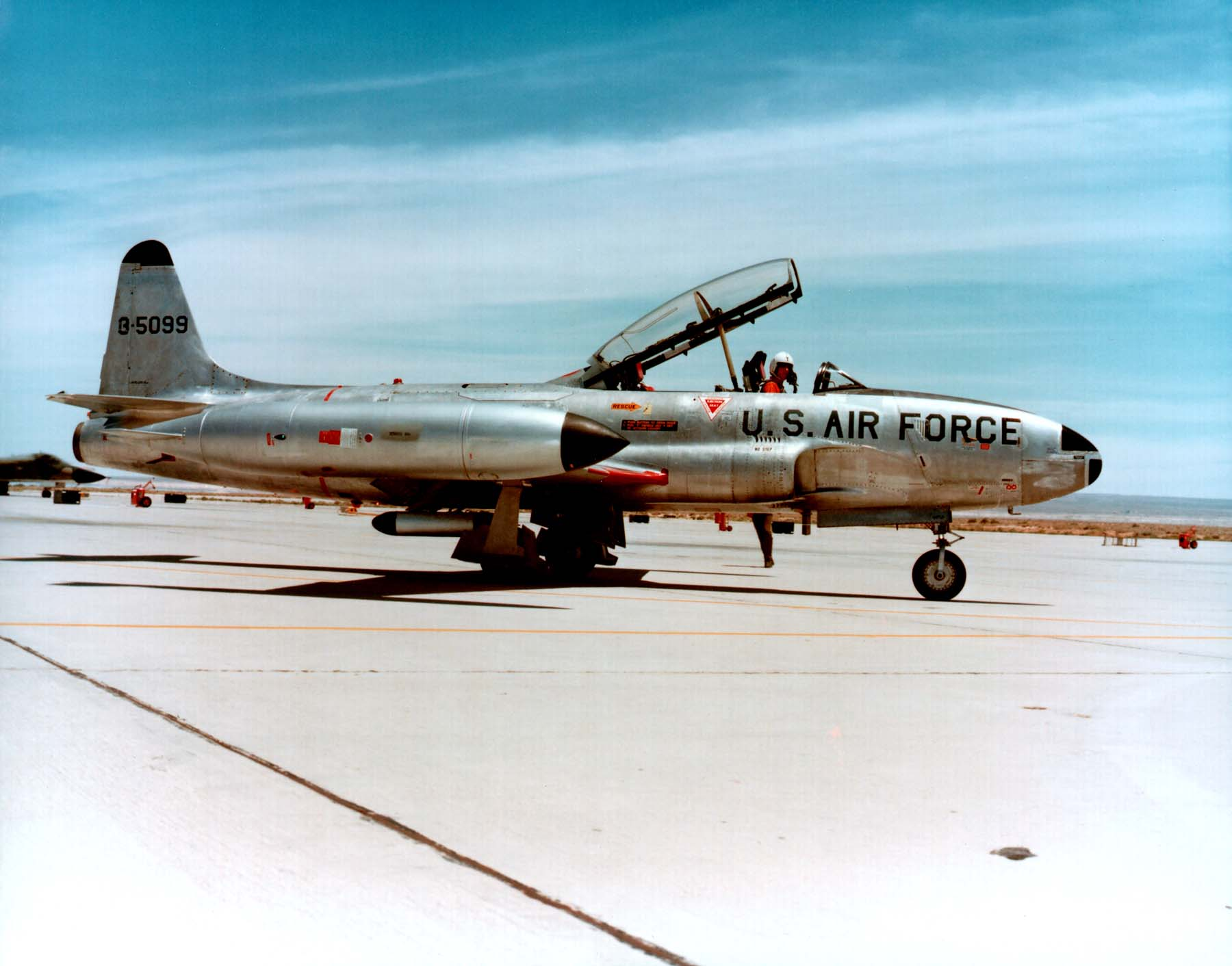
T-33 amerického letectva

- Myanmar (Barma)
- Belgie
- Bolívie
- Brazílie
- Dánsko
- Ekvádor
- Filipíny
- Francie
- Guatemala
- Nizozemsko
- Chile
- Indonésie
- Írán
- Itálie
- Japonsko
- Jižní Korea
- Jugoslávie
- Kolumbie
- Kuba
- Libye
- Mexiko
- Německo – Luftwaffe
- Nikaragua
- Norsko
- Pákistán
- Paraguay
- Peru
- Portugalsko
- Řecko
- Salvador
- Saúdská Arábie
- Singapur
- Španělsko
- Thajsko
- Tchaj-wan
- Turecko
- Uruguay
- USA – USAF, US Navy
- Venezuela

## Specifikace

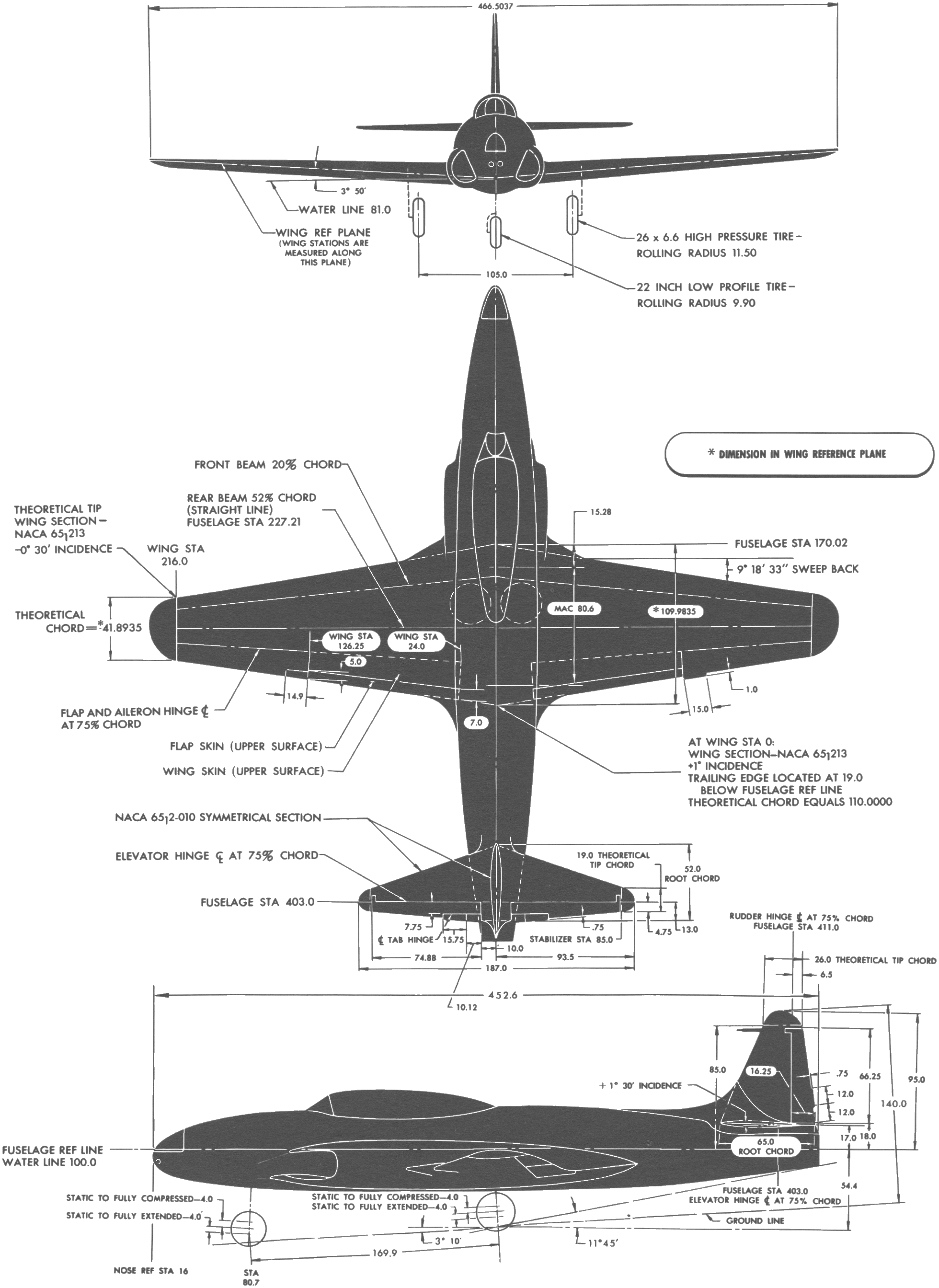
Třípohledová silueta TF-80C/T-33A

### Technické údaje
- Posádka: 2 (instruktor, žák)
- Rozpětí: 11,5 m
- Délka: 11,2 m
- Výška: 3,3 m
- Hmotnost prázdného letounu: 3775 kg
- Max. vzletová hmotnost: 6865 kg
- Pohonná jednotka: 1 × proudový motor Allison J33-A-35
  - Tah motoru: 23 kN

### Výkony
- Nejvyšší rychlost: 970 km/h
- Dostup: 14 600 m
- Dolet: 2050 km

### Výzbroj
- 2 × 12,7mm kulomet Browning M3 u varianty AT-33. Zásoba střeliva 350 nábojů na hlaveň.
- Až 907 kg užitečného zatížení či raket a pum na dvou podkřídelních závěsnících.